# Ниге, Георг
Георг Ниге (нем. Georg Niege, р. 25 ноября 1525, Бад-Зоден-Аллендорф — ум. 1589, Херфорд) — немецкий ландскнехт и поэт XVI века.

## Биография
После получения степени бакалавра гуманитарных наук в Марбургском университете в 1545 году Ниге стал ландскнехтом. Принимал участие в многочисленных войнах и кампаниях в Священной Римской империи, в Шотландии и в Швеции. При посредничестве командира ландскнехтов Георг фон Холле в 1567 г. получил должность государственного секретаря и рыцарское звание в епископстве Миндене. С 1569 по 1576 год руководил амтом Хаусберг. В 1578 году отправился на войну в Нидерланды в качестве шультгейса при Каспаре Мюллере. Ниге провел свои последние годы в качестве администратора комтурства иоаннитов в Лаге недалеко от Оснабрюка и в качестве жителя Херфорда.

## Литературное творчество
Ниге писал стихи на немецком и латинском языках, а также создал рифмованную автобиографию. Мало что было напечатано при его жизни, но его песня Aus meines Herzens Grund стала одной из самых популярных протестантских духовных песен (Протестантский сборник гимнов № 443).

## Работы
- EPICEDION odder Grabschrifft / der Erbaren vnnd Tugentsamen Matronen / ANNEN LANGENBEKEN … Wittenberg [1558].
- Creutzbüchlein / Wo mit sich ein Christ / Im Creutz / Trübsal vnd Anfechtung zu trösten hab … [Lemgo 1587].